# Kodak Z650
La Kodak Z650 és una càmera bridge produïda per Eastman Kodak Company el 2006. És part de la línia Kodak EasyShare de càmeres digitals de consum, i compatible amb les bases d'impressió de la sèrie 3.

## Característiques
El sensor d'imatge incorporat és d'1/2.5" i genera fotografies de 6 megapixels amb una sensibilitat ISO ajustable de 80 a 800 i un temps d'exposició d'1/8 com a mínim i 1/1700 com a màxim.
Utilitza una lent Schneider Kreuznach amb un zoom òptic de 10× i 5× digitals amb una obertura de f/2.8-3.7.
La Kodak Z650 incorpora una memoria interna de 32Mb i consta d'una entrada per a targetes SD o MMC. Funciona amb dues piles AA o una CRV3.

## Modes
Aquesta càmera incorpora diversos modes de fotografia entre els quals es troben: Programa, Prioritat a la obertura, Prioritat a l'obturador, Manual, Automàtic i modes configurats per Kodak (retrat, en moviment i ncoturn) i 14 modes d'escena.
També incorpora la funció de gravar vídeo fins a 640 x 480 a 11 fps o 320 x 240 a 20 fps amb so gràcies al seu micròfon incorporat.